# Midland Counties Railway

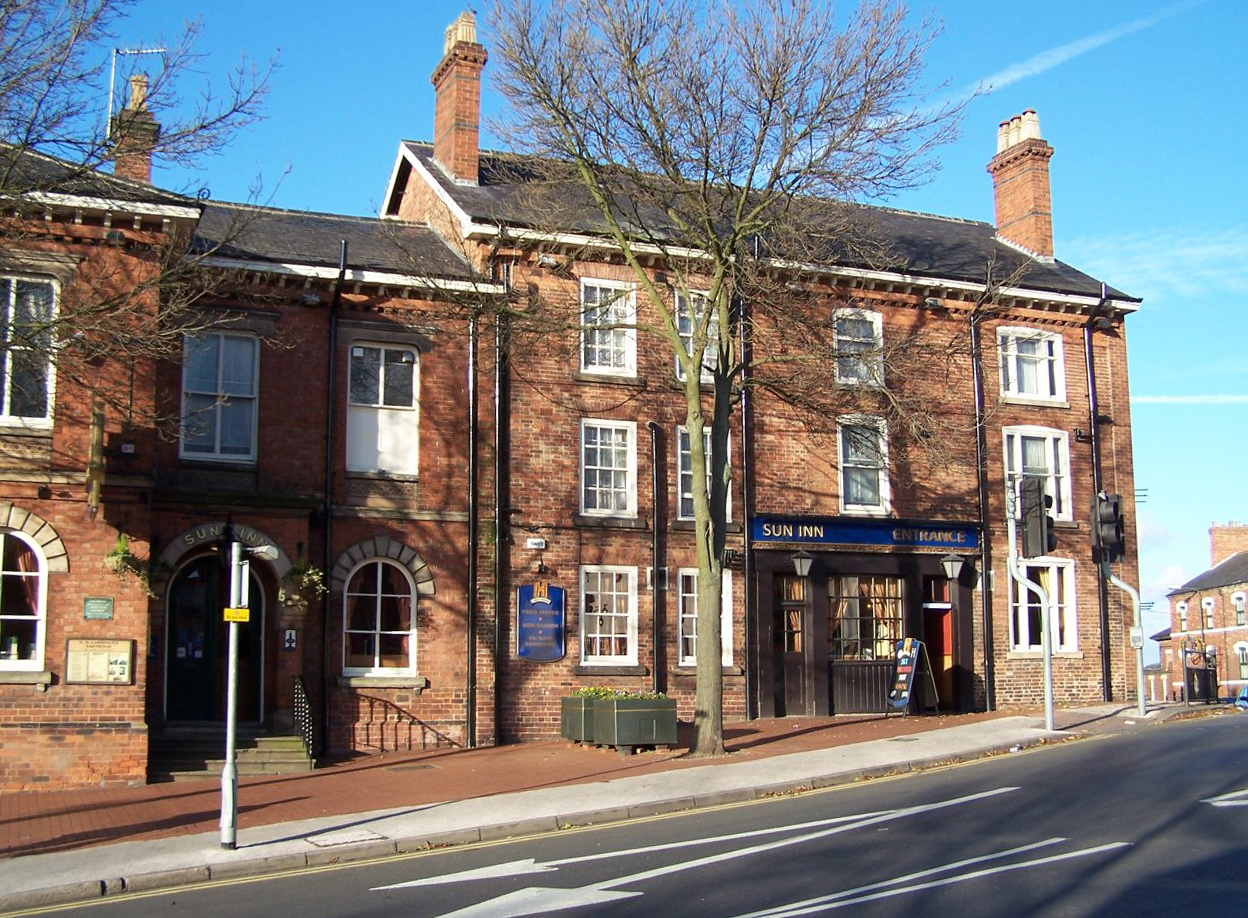
The Sun Inn, Eastwood, Nottinghamshire, där företaget Midland Counties Railway grundades 1832

Midland Counties Railway (MCR) var ett järnvägsföretag i Storbritannien som existerade från 1832 till 1844, och som förband Nottingham, Leicester och Derby med Rugby och därefter gick till London via London and Birmingham Railway. 

## Historik
Linjen öppnades i tre etapper:
- Från Derby till Nottingham den 4 juni 1839
- Från Trent Junction till Leicester den 4 maj 1840
- Från Leicester till Rugby den 1 juli 1840

Merparten av den ursprungliga linjuen mellan Nottingham, Derby och Leicester är ännu i drift som en del av Midland Main Line. 